# Слизово (Вологодская область)
Слизово — деревня в Шекснинском районе Вологодской области.
Входит в состав сельского поселения Чуровского, с точки зрения административно-территориального деления — в Чуровский сельсовет.
Расстояние по автодороге до районного центра Шексны — 4 км, до центра муниципального образования Чуровского — 11 км. Ближайшие населённые пункты — Мыс, Михайловское, Демсино.
По переписи 2002 года население — 287 человек (136 мужчин, 151 женщина). Преобладающая национальность — русские (99 %).